# إيزي ميازاكي
إيزي ميازاكي (باليابانية: 宮崎一成؛ بالكانا: みやざき いっせい) هو مؤدي صوت ياباني، ولد في 1971 في أسامينامي-كو في اليابان.

## أدواره في الأنمي
- كاميتشو! - كينجي نينومييا

## وصلات خارجية
- إيزي ميازاكي على موقع IMDb (الإنجليزية)
- إيزي ميازاكي على موقع قاعدة بيانات الفيلم (الإنجليزية)
- إيزي ميازاكي على موقع ANN person (الإنجليزية)